# Međunarodna klarinetistička asocijacija
Međunarodna klarinetistička asocijacija (енгл. International Clarinet Association, ICA) je najznačajnije međunarodno udruženje klarinetista, koje okuplja profesionalne klarinetiste – soliste, orkestarske muzičare, profesore muzičkih škola i akademija, kao i studente klarineta iz celog sveta.

## Istorijat
Međunarodna klarinetistička asocijacija je osnovana 1973. godine u Denveru, SAD, pod nazivom Međunarodno klarinetističko udruženje (International Clarinet Society, skrać. I.C.S.). Prvi članovi Udruženja bili su uglavnom profesori muzičkih akademija. Za prvog predsednika Udruženja bio je izabran klarinetista Ramon Kireilis. U toku 1981/82. osnovano je još jedno slično udruženje - ClariNetwork International, Inc., skrać. C.I., koje je okupljalo prvenstveno članove simfonijskih orkestara. Ova dva udruženja ujedinila su se 1988. godine u organizaciju pod imenom International Clarinet Society/ClariNetwork International, Inc. Od 1991. godine organizacija deluje pod imenom International Clarinet Association.

## Međunarodna klarinetistička asocijacija danas

### Sedište
Sedište Asocijacije je u Kolumbusu, Ohajo, SAD.

### Rukovodstvo
Asocijacijom upravlja Upravni odbor (Bord direktora, Board of Directors), koji članovi Asocijacije biraju na period od dve godine. Trenutno, Upravni odbor čine klarinetisti: mr Mitchell Estrin (predsednik), dr Caroline Hartig, dr Denise Gainey, dr Christopher Nichols, dr Tod Kerstetter. U rukovođenju Asocijacijom učestvuju predsednici nacionalnih  (Country Chairs) i kontinentalnih ogranaka (Continent Chairs), predsednici ogranaka u saveznim državama SAD-a (State Chairs) i koordinatori ovih ogranaka (U.S. State Chair Coordinator i Chair of International Relations). Značajnu ulogu u radu Asocijacije imaju izvršni direktor (Executive Director of Operations) (trenutno Jessica Harrie) koordinatori takmičenja, ClarinetFest-a i drugih aktivnosti, Savetodavni odbor (Advisory Board) i urednik časopisa Međunarodne klarinetističke asocijacije (trenutno dr Rachel Yoder).

### Savetodavni odbor
Savetodavni odbor (Advisory Board) trenutno čine: Julie DeRoche, Stéphane Gentil, Luis Rossi, Alan Stanek i Stephen Williamson, (svi u trogodišnjem mandatu).

### Predsednici nacionalnih ogranaka
Nacionalnim ograncima Međunarodne klarinetističke asocijacije predsedavaju: Carlos Céspedes (Argentina), Floyd T. Williams (Australija), Friedrich Pfatschbacher (Austrija), Hedwig Swimberghe (Belgija), Vladimir P. Skorokhodov (Belorusija), Ricardo Dourado Freire (Brazil), Borislav Yotzov (Bugarska), Igor Frantisak (Češka), Luis Rossi (Čile), Anna Klett (Danska), Ted Lane (Ekvador), Jean-Marie Paul (Francuska), Paula Smith-Diamandis (Grčka), Céleste Zewald (Holandija), Ka Yee Maria Wong (Hong-Kong), Davor Reba (Hrvatska), Pandit Narasinhalu Wadavati (Indija), Paul Roe (Irska), Kjartan Oskarsson (Island), Luigi Magistrelli (Italija), Danny Erdman (Izrael), Masaharu Yamamoto (Japan), Alexander Grigory Manukyan (Jermenija), Danre Strydom (Južnoafrička Republika), Catherine Wood, Karem J. Simon, Trevor Pittman, Patricia Kostek i Marie Picard (Kanada), Yi He (Kina), George Georgiou (Kipar), Javier Asdrubal Vinasco Guzmán (Kolumbija), Im Soo Lee (Коreja), Lenin Izaguirre Cedeño (Kostarika), Sebastien Duguet (Luksemburg), Bence Szepesi (Mađarska), Luis Humberto Ramos (Meksiko), Victor Tihoneac (Moldavija), Johannes M. Gmeinder (Nemačka), Christian Stene (Norveška), Marie Ross (Novi Zeland), Alexis E. Fong Castillo (Panama), Marco Antonio Mazzini (Peru), Jan Jakub Bokun (Poljska), Antonio Saiote (Portugalija), Kathleen Jane Jones (Portoriko i Karibi), Cosmin Harsian (Rumunija), Kyrill Rybakov (Rusija), Andrija Blagojević Архивирано на веб-сајту  (25. октобар 2020) (Srbija), Julius Klein (Slovačka), Lara Diaz (Španija), Matthias Mueller (Švajcarska), Stefan Harg (Švedska), Cassandra Fox-Perchival (Tajland), Gulriz Germen (Turska), Martin Castillos (Urugvaj), Sarah Watts (Velika Britanija), Victor Salamanques (Venecuela).
Rad nacionalnih ogranaka koordiniraju predsedavajući po kontinentima (Continent Chairs): Friedrich Pfatschbacher (Evropa), Ilan Schul (Izrael i Bliski istok), Zhen Sun, Masaharu Yamamoto i Hyung-Jik Yoo (Azija), Danre Strydom (Afrika), Catherine Wood (Severna Amerika), Marco Antonio Mazzini Južna Amerika).
Koordinacijom rada svih međunarodnih ogranaka bavi se Chair of International Relations (trenutno Luca Saracca).

### Koordinatori
Funkcije koordinatora različitih aktivnosti ICA trenutno vrše: Scott McAllister, Elizabeth Gunlogson, Todd Waldecker, Joshua Gardner, Denise Gainey, Emily Kerski, Jennifer Reeves, Paula Corley, Jessica Harrie, Jenny Maclay. Istoričar Asocijacije je Jean-Marie Paul.

### Članstvo
Međunarodnu klarinetističku asocijaciju čine hiljade članova - uglavnom profesionalnih klarinetista - sa svih kontinenata. Ogranci Asocijacije postoje u svim američkim saveznim državama (Ajdaho, Ajova, Alabama, Aljaska, Arizona, Arkanzas, Delaver, Džordžija, Florida, Havaji, Ilinois, Indijana, Južna Dakota, Južna Karolina, Juta, Kalifornija, Kolorado, Konektikat, Kanzas, Kentaki, Luizijana, Masačusets, Mejn, Merilend, Mičigen, Minesota, Misisipi, Misuri, Montana, Nebraska, Nevada, Nju Hempšir, Nju Džerzi, Njujork, Nju Meksiko, Ohajo, Oklahoma, Oregon, Pensilvanija, Roud Ajlend, Severna Dakota, Severna Karolina, Teksas, Tenesi, Vajoming, Vašington, Vermont, Virdžinija, Viskonsin, Zapadna Virdžinija), kao i u sledećim zemljama i teritorijama: Argentina, Australija, Austrija, Belgija, Belorusija, Brazil, Bugarska, Češka, Čile, Danska, Ekvador, Filipini, Finska, Francuska, Grčka, Holandija, Hong Kong, Hrvatska, Indija, Irska, Island, Italija, Izrael, Japan, Jermenija, Južna Koreja, Južnoafrička Republika, Kanada, Kazahstan, Kina, Kolumbija, Kostarika, Kuba, Letonija, Litvanija, Luksemburg, Malta, Mađarska, Meksiko, Nemačka, Nigerija, Norveška, Novi Zeland, Panama, Peru, Poljska, Portoriko, Portugal, Reinion, Rumunija, Rusija, Singapur, Slovačka, Slovenija, Srbija, Španija, Švajcarska, Švedska, Tajland, Tajvan, Turska, Ujedinjeni Arapski Emirati, Ukrajina, Urugvaj, Velika Britanija, Venecuela.

#### Počasni članovi
Međunarodna klarinetistička asocijacija dodeljuje svoje najprestižnije priznanje - zvanje počasnog člana (Honorary Member) - uglednim klarinetistima koji su značajno doprineli razvoju klarinetizma u svetu. Do sada su status počasnog člana stekli sledeći klarinetisti: Ben Armato, Walter Boeykens, Betty Brockett, Clark Brody, Jack Brymer, Larry Combs, Buddy DeFranco, Hans Deinzer, Guy Deplus, Stanley Drucker, F. Gerard Errante, David Etheridge, Lee Gibson, James Gillespie, Paul Harvey, Stanley Hasty, Ramon Kireilis, Béla Kovács, Frank Kowalsky, Jacques Lancelot, Karl Leister, Mitchell Lurie, John McCaw, John Mohler, Charles Neidich, Ron Odrich, Fred Ormand, Bernard Portonoy, Alfred Prinz, Petko Radev, Luis Rossi, Harry Rubin, António Saiote, James Sauers, James H. Schoepflin, Selim Sesler, David Shifrin, William O. Smith, Harry Sparnaay, Hans-Rudolf Stalder, Alan Stanek, Milenko Stefanović, Richard Stoltzman, Ralph Strouf, Bernard Van Doren, Eddy Vanoosthuyse, Elsa Ludewig-Verdehr, Himie Voxman, George Waln, David Weber, Pamela Weston i Michel Zukowsky.
Priznanje ICA Legends posthumno su dobili klarinetisti: Daniel Bonade, Louis Cahuzac, Benny Goodman, Reginald Kell, Robert Marcellus i Harold Wright.

### Delatnost
Udruženje svake godine organizuje međunarodnu manifestaciju ClarinetFest i izdaje časopis The Clarinet. Članovima je na raspolaganju specijalna biblioteka koja sadrži veliki broj bibliotečkih jedinica u vezi sa klarinetom iz celog sveta.
Međunarodna klarinetistička asocijacija organizuje više takmičenja namenjenih učenicima, studentima i mladim profesionalcima, kao i konkurse za kompozicije za klarinet i naučne radove u vezi sa klarinetom.

### Aktivnosti srpskog ogranka
Od 2008. godine Međunarodna klarinetistička asocijacija deluje i u Srbiji. Srpskim ogrankom Asocijacije rukovodi klarinetista Andrija Blagojević, vanredni profesor na Fakultetu umetnosti Univerziteta u Prištini (Kosovskoj Mitrovici).
Članovi Međunarodne klarinetističke asocijacije aktivno rade na popularizaciji klarineta u Srbiji, na permanentnom usavršavanju srpskih izvođača i pedagoga i na razmeni informacija o takmičenjima, seminarima i festivalima između srpskih i stranih klarinetista.
Velika pažnja se posvećuje promociji srpskog klarinetizma u inostranstvu. Godine 2010. Andrija Blagojević, u ime srpskog ogranka Asocijacije, i Milan Milošević, profesor na Vankuver koledžu (Kanada) nominovali su istaknutog srpskog klarinetistu Milenka Stefanovića za status počasnog člana. Januara 2011. godine Bord direktora podržao je Stefanovićevu nominaciju. Dana 6. avgusta 2011. godine, na sastanku u Nortridžu, Kalifornija, SAD, Skupština Asocijacije jednoglasno je donela odluku da Stefanoviću dodeli status počasnog člana (Honorary Membership for Lifetime Achievements in Performance, Teaching and Professional Service). Kako je navedeno u zvaničnom časopisu Asocijacije, nagradu je dobio „Milenko Stefanovic from Serbia, prize winner at many competitions and well versed in jazz and orchestral performance. Stefanovic is considered the leading clarinetist in Serbia and a prominent teacher.” Nagrada mu je uručena 2013. godine.
Godine 2015, članovi srpskih ogranaka međunarodnih udruženja International Clarinet Association i European Clarinet Association osnovali su Nacionalnu srpsku klarinetističku asocijaciju.

## Spoljašnje veze
- Zvanična prezentacija
- International Clarinet Association Basic Info
- Internacionalna Asocijacija Klarinetista Srbija